# Llista de topònims d'Isòvol
Llista de topònims (noms propis de lloc) del municipi de Isòvol, a la Baixa Cerdanya
Informació actualitzada per un bot. Els canvis manuals es perdran quan s'actualitzi!

## abric rocós
| imatge | Nom                   | Ubicat a | instància de | Detalls | coordenades                                                         | Protecció | Commons (més fotos) | Dades a WD                    |
| ------ | --------------------- | -------- | ------------ | ------- | ------------------------------------------------------------------- | --------- | ------------------- | ----------------------------- |
|        | Balma del Vent        | Isòvol   | abric rocós  |         | 42° 23′ 10″ N, 1° 48′ 52″ E / 42.3862026463268°N,1.81443969538851°E |           |                     | Modifica les dades a Wikidata |
|        | Balma dels Al·luvions | Isòvol   | abric rocós  |         | 42° 22′ 54″ N, 1° 48′ 38″ E / 42.3815605226615°N,1.81056701698248°E |           |                     | Modifica les dades a Wikidata |

## cova
| imatge | Nom              | Ubicat a | instància de | Detalls | coordenades                                                         | Protecció | Commons (més fotos) | Dades a WD                    |
| ------ | ---------------- | -------- | ------------ | ------- | ------------------------------------------------------------------- | --------- | ------------------- | ----------------------------- |
|        | cova d'en Manent | Isòvol   | cova         |         | 42° 22′ 35″ N, 1° 48′ 38″ E / 42.3763448654168°N,1.81044682680009°E |           |                     | Modifica les dades a Wikidata |
|        | coves d'Olopte   | Isòvol   | cova         |         | 42° 23′ 25″ N, 1° 48′ 26″ E / 42.3903336031465°N,1.80723047716033°E |           |                     | Modifica les dades a Wikidata |

## entitat singular de població
| imatge | Nom    | Ubicat a | instància de                                   | Detalls | coordenades                                                         | Protecció | Commons (més fotos) | Dades a WD                    |
| ------ | ------ | -------- | ---------------------------------------------- | ------- | ------------------------------------------------------------------- | --------- | ------------------- | ----------------------------- |
|        | All    | Isòvol   | entitat singular de població capital municipal | 210 hab | 42° 23′ 51″ N, 1° 50′ 18″ E / 42.3975832°N,1.8383794°E 1085 msnm    |           | All (Isòvol)        | Modifica les dades a Wikidata |
|        | Isòvol | Isòvol   | entitat singular de població                   | 64 hab  | 42° 22′ 38″ N, 1° 49′ 02″ E / 42.37722114°N,1.817157318°E 1035 msnm |           |                     | Modifica les dades a Wikidata |
|        | Olopte | Isòvol   | entitat singular de població                   | 56 hab  | 42° 23′ 35″ N, 1° 48′ 54″ E / 42.39316111°N,1.814975°E 1173 msnm    |           | Olopte              | Modifica les dades a Wikidata |

## església
| imatge | Nom                    | Ubicat a | instància de | Detalls                                                | coordenades                                                                   | Protecció                   | Commons (més fotos)    | Dades a WD                    |
| ------ | ---------------------- | -------- | ------------ | ------------------------------------------------------ | ----------------------------------------------------------------------------- | --------------------------- | ---------------------- | ----------------------------- |
|        | Sant Miquel d'Isòvol   | Isòvol   | església     | Estil: historicisme arquitectònic                      | 42° 22′ 43″ N, 1° 49′ 04″ E / 42.378701°N,1.81775°E ca:Isòvol. Carrer de Dalt | bé cultural d'interès local | Sant Miquel d'Isòvol   | Modifica les dades a Wikidata |
|        | Sant Pere d'Olopte     | Isòvol   | església     | Estil: arquitectura romànica Anomenat per: Sant Pere   | 42° 23′ 30″ N, 1° 48′ 48″ E / 42.3916°N,1.81338°E ca:Olopte. carrer Església  | bé cultural d'interès local | Sant Pere d'Olopte     | Modifica les dades a Wikidata |
|        | Santa Maria d'All      | Isòvol   | església     | Estil: arquitectura romànica Anomenat per: Verge Maria | 42° 23′ 52″ N, 1° 50′ 19″ E / 42.3978°N,1.83862°E ca:All. Santa Maria         | bé cultural d'interès local | Santa Maria de All     | Modifica les dades a Wikidata |
|        | Santa Maria de Quadres | Isòvol   | església     |                                                        | 42° 23′ 11″ N, 1° 50′ 13″ E / 42.386392°N,1.836834°E                          | bé cultural d'interès local | Santa Maria de Quadres | Modifica les dades a Wikidata |

## forn de calç
| imatge | Nom                          | Ubicat a | instància de | Detalls                     | coordenades | Protecció                                  | Commons (més fotos) | Dades a WD                    |
| ------ | ---------------------------- | -------- | ------------ | --------------------------- | ----------- | ------------------------------------------ | ------------------- | ----------------------------- |
|        | Forn de calç Estret d'Isòvol | Isòvol   | forn de calç | Estil: arquitectura popular |             | bé integrant del patrimoni cultural català |                     | Modifica les dades a Wikidata |
|        | Forn de calç d'Isòvol        | Isòvol   | forn de calç | Estil: arquitectura popular |             | bé integrant del patrimoni cultural català |                     | Modifica les dades a Wikidata |

## masia
| imatge | Nom           | Ubicat a | instància de | Detalls                                  | coordenades                                                         | Protecció                   | Commons (més fotos) | Dades a WD                    |
| ------ | ------------- | -------- | ------------ | ---------------------------------------- | ------------------------------------------------------------------- | --------------------------- | ------------------- | ----------------------------- |
|        | Mas Meia      | Isòvol   | masia        |                                          | 42° 23′ 23″ N, 1° 49′ 53″ E / 42.389697°N,1.831332°E                |                             |                     | Modifica les dades a Wikidata |
|        | Mas Ravetllat | Isòvol   | masia        | Estil: arquitectura popular 17th century | 42° 23′ 45″ N, 1° 49′ 25″ E / 42.3957°N,1.82365°E                   | bé cultural d'interès local |                     | Modifica les dades a Wikidata |
|        | Mas Vitarrí   | Isòvol   | masia        |                                          | 42° 23′ 14″ N, 1° 49′ 43″ E / 42.3870965793804°N,1.82868508579819°E |                             |                     | Modifica les dades a Wikidata |

## molí d'aigua
| imatge | Nom                   | Ubicat a | instància de | Detalls                                   | coordenades | Protecció                                  | Commons (més fotos) | Dades a WD                    |
| ------ | --------------------- | -------- | ------------ | ----------------------------------------- | ----------- | ------------------------------------------ | ------------------- | ----------------------------- |
|        | Molí Central d'Olopte | Isòvol   | molí d'aigua | Estil: arquitectura popular Estat: ruïnós |             | bé integrant del patrimoni cultural català |                     | Modifica les dades a Wikidata |
|        | Molí d'Olopte         | Isòvol   | molí d'aigua | Estil: arquitectura popular Estat: ruïnós |             | bé integrant del patrimoni cultural català |                     | Modifica les dades a Wikidata |

## pont
| imatge | Nom                | Ubicat a | instància de | Detalls                                                          | coordenades                                                         | Protecció                                  | Commons (més fotos) | Dades a WD                    |
| ------ | ------------------ | -------- | ------------ | ---------------------------------------------------------------- | ------------------------------------------------------------------- | ------------------------------------------ | ------------------- | ----------------------------- |
|        | Pont d'Olopte      | Isòvol   | pont         |                                                                  | 42° 23′ 50″ N, 1° 48′ 35″ E / 42.3972126152009°N,1.80968821612948°E |                                            |                     | Modifica les dades a Wikidata |
|        | Pont de la Central | Isòvol   | pont         | Estil: arquitectura popular                                      |                                                                     | bé integrant del patrimoni cultural català |                     | Modifica les dades a Wikidata |
|        | Pont del Diable    | Isòvol   | pont         | Estil: arquitectura popular Travessa: Segre Anomenat per: dimoni | 42° 22′ 06″ N, 1° 48′ 06″ E / 42.368408333333°N,1.8017444444444°E   | bé cultural d'interès local                | Pont d'Isòvol       | Modifica les dades a Wikidata |

## riu
| imatge | Nom              | Ubicat a                     | instància de                 | Detalls                                      | coordenades                                                                                       | Protecció | Commons (més fotos) | Dades a WD                    |
| ------ | ---------------- | ---------------------------- | ---------------------------- | -------------------------------------------- | ------------------------------------------------------------------------------------------------- | --------- | ------------------- | ----------------------------- |
|        | Segre            | Catalunya Pirineus Orientals | riu curs d'aigua riu aurífer | Desemboca: Ebre Llarg: 265km Conca: 22400km² | 42° 24′ 09″ N, 2° 06′ 30″ E / 42.4025°N,2.1084°E 41° 21′ 48″ N, 0° 18′ 16″ E / 41.3633°N,0.3044°E |           | Segre River         | Modifica les dades a Wikidata |
|        | Torrent Llevador | Bellver de Cerdanya Isòvol   | riu                          | Desemboca: riu Duran                         | 42° 24′ 09″ N, 1° 47′ 34″ E / 42.4025°N,1.79272°E                                                 |           |                     | Modifica les dades a Wikidata |

## serra
| imatge | Nom                    | Ubicat a                       | instància de | Detalls | coordenades                                                                 | Protecció | Commons (més fotos) | Dades a WD                    |
| ------ | ---------------------- | ------------------------------ | ------------ | ------- | --------------------------------------------------------------------------- | --------- | ------------------- | ----------------------------- |
|        | serra d'All            | Ger Isòvol                     | serra        |         | 42° 24′ 11″ N, 1° 50′ 15″ E / 42.40293889°N,1.83751944°E 1200 msnm          |           |                     | Modifica les dades a Wikidata |
|        | serrat de la Ginebreda | Bellver de Cerdanya Ger Isòvol | serra        |         | 42° 25′ 08″ N, 1° 48′ 23″ E / 42.41880694°N,1.80646667°E 1.5615 1561.5 msnm |           |                     | Modifica les dades a Wikidata |

## Misc
| imatge | Nom                        | Ubicat a                            | instància de                                                          | Detalls                      | coordenades                                                                                               | Protecció                                  | Commons (més fotos)       | Dades a WD                    |
| ------ | -------------------------- | ----------------------------------- | --------------------------------------------------------------------- | ---------------------------- | --- | ------------------------------------------ | ------------------------- | ----------------------------- |
|        | Alf                        | Isòvol                              | despoblat                                                             |                              | |                                            |                           | Modifica les dades a Wikidata |
|        | Tossal d'Isòvol            | Isòvol                              | muntanya                                                              |                              | 42° 23′ 07″ N, 1° 48′ 54″ E / 42.3852°N,1.81488°E 1282.3 msnm                                             |                                            |                           | Modifica les dades a Wikidata |
|        | Tossals d'Isòvol i Olopte  | Isòvol                              | espai d'interès natural àrea protegida Pla d'Espais d'Interès Natural | 1992 Superfície: 331.30363ha | 42° 23′ 06″ N, 1° 48′ 50″ E / 42.385°N,1.814°E                                                            |                                            | Tossals d'Isòvol i Olopte | Modifica les dades a Wikidata |
|        | casa consistorial d'Isòvol | Isòvol                              | casa consistorial                                                     |                              | 42° 23′ 52″ N, 1° 50′ 14″ E / 42.39769874499878°N,1.8373315034374924°E                                    |                                            |                           | Modifica les dades a Wikidata |
|        | la Barraca                 | Isòvol                              | edifici                                                               | Estil: arquitectura popular  | 42° 22′ 46″ N, 1° 49′ 23″ E / 42.37957°N,1.82302°E                                                        | bé integrant del patrimoni cultural català |                           | Modifica les dades a Wikidata |
|        | les Pedreres               | Isòvol                              | pedrera                                                               |                              | 42° 23′ 10″ N, 1° 49′ 20″ E / 42.3860846845097°N,1.82221676103963°E                                       |                                            |                           | Modifica les dades a Wikidata |
|        | riu Duran                  | Meranges Bellver de Cerdanya Isòvol | curs d'aigua                                                          | Desemboca: Segre             | 42° 29′ 27″ N, 1° 44′ 22″ E / 42.490918°N,1.739354°E 42° 22′ 14″ N, 1° 48′ 23″ E / 42.370477°N,1.806457°E |                                            | Riu Duran                 | Modifica les dades a Wikidata |